# Nicolas Verkooijen
Nicolas Verkooijen (Turnhout, 5 december 2006) is een Belgisch voetballer die onder contract ligt bij PSV.

## Clubcarrière
Verkooijen ondertekende in juni 2023 een profcontract tot medio 2024 zijn eerste profcontract bij PSV, de club waar hij in 2016 zijn intrede maakte. Op 10 november 2023 maakte hij zijn officiële debuut voor Jong PSV, het beloftenelftal van PSV dat uitkomt in de Eerste divisie: in de 1-4-zege tegen FC Dordrecht liet trainer Wil Boessen hem een paar minuten voor tijd invallen. In de blessuretijd legde Verkooijen de 1-4-eindscore vast.

## Clubstatistieken
| Seizoen         | Club            | Land               | Competitie      | Competitie | Competitie | Beker | Beker | Supercup | Supercup | Europees | Europees | Totaal | Totaal |
| Seizoen         | Club            | Land               | Competitie      | Wed.       | Dlp.       | Wed.  | Dlp.  | Wed.     | Dlp.     | Wed.     | Dlp.     | Wed.   | Dlp.   |
| --------------- | --------------- | ------------------ | --------------- | ---------- | ---------- | ----- | ----- | -------- | -------- | -------- | -------- | ------ | ------ |
| 2023/24         | Jong PSV        | Vlag van Nederland | Eerste divisie  | 2          | 1          | —     | —     | —        | —        | —        | —        | 2      | 1      |
| 2024/25         | Jong PSV        | Vlag van Nederland | Eerste divisie  | 11         | 0          | —     | —     | —        | —        | —        | —        | 11     | 0      |
| 2025/26         | Jong PSV        | Vlag van Nederland | Eerste divisie  | 0          | 0          | —     | —     | —        | —        | —        | —        | 0      | 0      |
| Carrière totaal | Carrière totaal | Carrière totaal    | Carrière totaal | 13         | 1          | 0     | 0     | 0        | 0        | 0        | 0        | 13     | 1      |

Bijgewerkt op 14 november 2023.